# 4400
„4400“ (на английски: The 4400) е американски научнофантастичен сериал, продуциран от CBS Paramount Network Television за USA Network.
Сериалът е създаден по идея на Скот Питърс и Рене Ечевария и в него участват Джоел Греч и Джаклин Маккензи.
В първия епизод, това което първоначално е смятано за комета, докарва група от точно 4400 души на Хайленд Бийч, в Каскадите близо до планина Рение, Вашингтон. Всички тези 4400 са изчезнали в сноп от бяла светлина в различни периоди от времето, започвайки от 1946 г. След завръщането си, никой от тях не е остарял, всички са дезориентирани и не помнят нищо за периода между своето изчезване и завръщането си.

## Герои и актьорски състав

### NTAC
- Том Болдуин (Джоел Греч) – Агент от NTAC, на когото е възложена задачата да разбули мистерията около 4400-те. Той има и лична връзка с един от 4400-те, неговия племенник – Шон. Синът на Том, Кайл, е в кома от изчезването Шон. По-късно Том има връзка с една от завърналите се.
- Даяна Скурис (Джаклин Маккензи) – Учен и партньор на Том Болдуин. В началото определя 4400-те като опасни, евентуални носители на непознати болести, но по-късно променя мнението си, дори се сприятелява с едно момиченце, което по-късно осиновява.
- Марко Пацела (Ричард Кан) – Геният. Той подпомага екипа, давайки компетентни съвети, основаващи се на научни изследвания. По-късно започва връзка с Даяна, която не продължава дълго.
- Денис Райлънд (Питър Койот) – Първоначално е шеф на северозападния щаб на NTAC, а след това и на Том и Даяна. След това мястото му заема Нина Джарвис, но след като тя бива простреляна, той отново поема ръководството. Той е отговорен за „скандала с промицина“, когато мнозина от 4400-те намират смъртта си. Действията му провокират 4400-те към отмъщение.
- Нина Джарвис (Саманта Ферис) – Шеф на северозападния щаб на NTAC, след Денис. За разлика от Райлънд е неадекватна.

### Организация 4400
„Центърът 4400“ е основан от Джордън Колиър. Неговата организация е сходна на съвременните секти. Членовете се определят като религиозна общност, провеждат семинари и получават определени нива, според постиженията си, т.нар. ключове. Въпреки че в началото семинарите са предназначени само за 4400-те, впоследствие Колиър разрешава на всеки, който желае да ги посещава. Стремежът му е да убеди населението, че дори обикновените хора биха могли да развият същите способности като 4400-те. Поради високите такси се заражда общественото мнение, че целта на Колиър е икономическата изгода.
- Джордън Колиър (Били Кембъл) – Мултимилионер – изчезнал през 2002 година. Той изгражда цяло селище и не хаби нито средства, нито усилия да привлече завърналите се в своя комплекс, където да гарантира сигурността им. Особен интерес проявява към Лили и нероденото ѝ бебе. При празненство организирано от самия него, за да събере всички 4400 в „Центъра“, е прострелян от Кайл Болдуин. Няколко месеца по-късно се появява мистериозно на Хайленд Бийч.
- Ричард Тайлър (Махершалалхашбаз Али) – Афроамерикански войник, който изчезва на 11 май 1951 по време на войната с Корея. Преди изчезването си е имал връзка с бяла жена, на име Лили, което за тогавашното време е било голям скандал. След завръщането си се запознава и влюбва във внучката на Лили, която носи същото име и е една от 4400-те. Ричард се оказва баща на детето на Лили, което е заченато по време на похищението им, без да е имало физически контакт между тях. За кратко време Ричард е начело на 4400-те.
- Матю Рос (Гарет Дилахънт) – Появява се скоро след смъртта на Джордън Колиър, според волята на когото, трябва да подкрепя Шон Фарел в управлението на „Центъра“. Негова цел е да се запознае със способностите на всеки един от 4400-те. Матю прилича на Джордън по характер, но Шон не го харесва.
- Шон Фарел (Патрик Флугер) – Племенник на Том Болдуин, изчезнал през 2001. След завръщането си развива способността както да лекува хората, така и да ги убива, „изсмуквайки“ енергията им. По времето, когато Шон изчезва, е бил с братовчед си Кайл, който изпада в кома. Фарел трябва да свикне с мисълта, че неговият по-малък брат, както и всички негови приятели, сега са негови връстници. Шон е един от първите, които се присъединяват към Джордън Колиър, предоставяйки на негово разположение способностите си. Джордън печели от дарбата на Шон да лекува, намирайки болни от различни болести хора, които са готови да дадат и последните си пари, за да се излекуват. След смъртта на Колиър, Фарел застава начело на „Центъра“ и е една от ключовите фигури за 4400-те. Той финансира част от 4400-те, които създават групировката „Нова“ с идеята да се предпазят от евентуален повторен скандал с NTAC, довел някога до смъртта на мнозина от 4400-те. Впоследствие „Нова“ започва терористична атака към света, като вид отмъщение за загиналите.
- Лили Мур (Лора Алън) – Изчезнала през 1993. След завръщането си научава, че съпругът ѝ Брайън се е оженил повторно и нейната дъщеря Хайди, която е била още бебе при изчезването на Лили, вече си има нова майка. Лили намира утеха при Ричард (един от 4400-те), в когото се влюбва. Скоро разбира, че по време на изчезването си е забременяла. Ролята ѝ приключва в началото на трети сезон, когато развитието на дъщеря ѝ Изабел протича изключително бързо – от бебе до 20-годишна девойка. Колкото по-бързо се развива Изабел, толкова повече старее Лили и накрая умира.
- Изабел Тайлър (Мегалин Ечикънуоук) – Дъщеря на завърналите се Лили и Ричард. Изабел се ражда след завръщането на родителите си и останалите изчезнали и притежава всички възможности на 4400-те, но не е една от 4400-те. Тя използва способностите си още като бебе, за да предпази родителите си, а и да ги манипулира. След смъртта на майка си, тя се опитва да доразвие дарбите си и да открие своята мисия за спасяването на бъдещето. Матю Рос опитва да я манипулира и да я убеди, че нейната задача е да убие всички завърнали се, но Изабел се влюбва в Шон и се противопоставя на Рос.
- Кевин Бърков (Джефри Комбс) – Той е бил учен, преди да получи нервен срив и да го затворят в психиатрия. Там той среща една от 4400-те – шизофреничката Тес, която успява да го излекува. Предполага се, че той ще е „Бащата на Технологията 4400“. Кевин започва работа към „Центъра“, където продължава изследванията си. Той работи над химичното съединение „промицин“, което е обяснението за свръхестествените способности на завърналите се. По-късно изпробва действието му върху себе си. Експериментът му е успешен.

### Завърналите се
- Алана Марева (Карина Ломбард) – Съпругата на Том Болдуин. Малко преди да изчезне, съпругът и синът и загиват в автомобилна катастрофа. Притежава собствена галерия и се занимава с изкуство. Нейната дарба е да създава паралелни реалности, използвайки спомените на хората. Алана и Том се запознават именно в една такава реалност, където се женят и заживяват заедно цели осем години. Алана несъзнателно създава тази реалност, тъй като това е било програмирано от хората от бъдещето. Том открива тайнствена стая в 4400 центъра, чрез която той и Алана успяват да се върнат в истинския живот. Завръщайки се в реалността, където тези осем години са били само миг, двойката започват отначало съвместния си живот. Постепенно Алана изпитва нужда да бъде близо до останалите от 4400-те и започва работа в „Центъра“. През четвърти сезон, тя изчезва мистериозно в миналото след като Том не е изпълнил указанието да убие Изабел.

- Мая (Кончита Кембъл) – Осемгодишното момиче изчезва на 3 март 1946 година. След завръщането си развива дарбата да предвижда събития от бъдещето, с което плаши всички приемни родители, които се грижат за нея. Накрая Даяна Скурис я осиновява. Момичето предсказва смъртта на Джордън Колиър, който обаче не отменя церемонията си. Хората от бъдещето опитват да върнат Мая в по-ранна година, заличавайки всички спомени за нея. Том Болдуин успява да се споразумее с тях и тя е върната отново. В замяна Том трябва да инжектира Изабел със смъртоносен серум.
- Лили Мур-Тайлър (Лора Алън) – Изчезнала на 26 май 1993 година на 26 години от Орландо, Флорида, но по произход от Сейнт Луис, Мисури. Преди изчезването си е била омъжена за Брайън Мор и току-що е родила момиче: Хайди. След завръщането си, тя забелязва, че съпругът ѝ има нова жена и дъщеря ѝ не знае коя е майка ѝ. Преди да изчезне, не е била бременна, но след завръщането си открива, че е. Влюбва се в Ричард Тайлър и двамата сключват брак и решават заедно да отгледат дъщеря си – Изабел. В началото на трети сезон, тя остарява много бързо, преминавайки от 29 към 70 години и смърт за сметка на дъщеря си – Изабел, която пораства за един ден.

### Нова
Организацията се появява във втори сезон, но едва в трети се разбира кои са членовете ѝ.
- Даниел Арманд (Иън Трейси) е главата на „Нова“, радикална организация създадена да защитава 4400-те. След скандала с промицина Даниел решава да покаже гнева си към правителството. Той и няколко от другите членове на организацията показват на правителството доброто и злото, на което са способни, за да направи избора си, дали иска 4400-те да са приятели или техни врагове.
- Гари Наваро (Шариф Аткинс) – Друг завърнал се, който преди изчезването си е бил добър бейзболист. Неговата дарба е да чете мислите на хората. NTAC използват неговата способност първоначално, за да разберат, защо Джордън Колиър влага толкова сили и средства за построяването на „Центъра“. В замяна му обещават да му помогнат да контролира новопридобитата си способност. Тъй като не получава обещаната помощ, Наваро лесно бива привлечен към групата на Даниел Арманд.
- „Ти Джей Ким“ (Лиън Адачи) – Има способността да произвежда специфичен остър звук, който влияе на покачването на адреналина при мъжете. Тя използва своята дарба в сградата на NTAC, където петима намират смъртта си, а мнозина са пострадали.

### Други герои
- Кайл Болдуин (Чад Фауст) е син на Том Болдуин и братовчед на Шон Фарел. По времето, когато Шон е бил „взет“, двамата са били заедно. Скоро след това Кайл изпада в кома, от която Шон успява да го извади благодарение на придобитите си лечебни сили. Макар да не е един от 4400-те, те го променят и често губи съзнание, при което няма спомен къде е бил и какво е правил. По време на тези моменти, всъщност Кайл е планирал, организирал и осъществил собственоръчно убийството на Джордън Колиър. За тази постъпка Кайл се предава доброволно на правосъдието. След като смятания за мъртъв Колиър отново се появява, Кайл е освободен и всички обвинения срещу него са снети. В началото на четвърти сезон става ясно, че Кайл си е инжектирал от промицина на Колиър. Той развива постепенно способността си да визионира с помощта на момиче на име Каси, която го отвежда до отговори, до които той не би достигнал сам. Кайл е бил смятан за шаман, който води пророка (Колиър) и лечителя (Шон).
- Дани Фарел (Кай-Ерик Ериксен) Братът на Шон е на същата възраст като брат си, когато той се завръща. Добър приятел е с братовчед си Кайл и е до него, когато получава пристъпите и губи паметта си.
- Ники Хъдсън (Брук Невин) – Приятелката на Дани, която по време на изчезването на Шон е била още дете, а когато той се завръща, е красиво младо момиче. Тя става причина за свадата между двамата братя, в резултат на която Шон се изнася и за пръв път отива при Колиър в „Центъра“.

## Сюжет
След поява на комета в близост до Сиатъл (щата Вашингтон) в Северна Америка, се появяват отново 4400 мъже, жени и деца, които са изчезнали през 1938 година или по-късно. Никой от завърналите се (наричани още 4400-те) не си спомня какво му се е случило, а изминалият половин век, не е дал отражение на външния им вид. Много промени са настъпили за изчезналите, например някои техни роднини и приятели са умрели, или са си изградили един изцяло нов живот, в който вече не съществува място за завърналите се. При това голяма част от населението е настроено против 4400-те. Постепенно завърналите се развиват особени, свръхестествени способности, при това всеки различни – от свръхразвити рефлекси до гениални познания.
NTAC (Националната агенция за предотвратяване на заплахите) е правителствено звено, което сформира екип, за да се изследва какво се е случило с 4400-те и да помогне в решаването на конфликтите с населението. От друга страна една част от 4400-те се обединяват под ръководството на харизматичния мултимилионер Джордън Колиър, за да разберат заедно какво се е случило с тях.
Скоро се оказва, че делата на 4400-те, с техните осъзнати и неосъзнати способности, могат да имат безкрайни действия. Пред 4400-те и пред NTAC изниква въпросът, дали не се крие някакъв замисъл зад всичко това и с каква цел са били върнати всички заедно на едно и също място.
В края на първия сезон се оказва, че 4400-те не са били похитени от извънземна форма на живот, а са били взети от хора от бъдещето. Завръщането им със специални способности има за цел да предотврати катастрофа в бъдещето, която е довела до края на човечеството.

## „4400“ в България
В България първи сезон започва на 12 август 2007 г. по bTV, всяка неделя от 23:30 (с някои излключения) и е с български дублаж. Първи сезон завършва на 16 септември. На 11 май 2008 г. започват повторенията му, всяка неделя от 22:30 и завършват на 22 май. Ролите се озвучават от артистите Радосвета Василева, Ася Братанова, Христо Чешмеджиев, Пламен Манасиев и Ивайло Велчев.
На 29 септември 2008 г. започна и по Диема 2 от първи сезон с разписание всеки делник от 20:30 и с повторение от 11:40, като е с различен дублаж. След излъчването на първи сезон са пуснати и останалите три. На 1 май 2009 г. започва повторно излъчване, всеки делник от 22:00 с повторение в събота от 09:00 по два епизода и в неделя от 07:40 по три епизода. Ролите се озвучават от артистите Силвия Русинова, Ани Василева, Николай Николов, Димитър Иванчев и Светозар Кокаланов.
На 11 август 2012 г. започва повторно по TV7, всяка събота и неделя от 14:00 с трети дублаж. Ролите се озвучават от артистите Даринка Митова, Живка Донева, Светломир Радев, Станислав Пищалов и Здравко Методиев.
На 7 септември 2022 г. рийбутът на сериала от 2021 г. започва излъчване по Fox. Дублажът е на студио Про Филмс. Ролите се озвучават от Татяна Захова, Ася Рачева, Йорданка Илова, Константин Лунгов и Виктор Иванов. Преводът е на Силвия Вълкова.